# Đồng Hóa (phường)
Đồng Hóa là một phường thuộc thị xã Kim Bảng, tỉnh Hà Nam, Việt Nam.

## Địa lý
Phường Đồng Hóa có vị trí địa lý:
- Phía đông giáp phường Tân Tựu và xã Văn Xá
- Phía tây giáp các phường Lê Hồ, Tân Sơn và xã Thụy Lôi
- Phía nam giáp phường Ngọc Sơn và phường Quế
- Phía bắc giáp phường Đại Cương và phường Lê Hồ.

Phường Đồng Hóa có diện tích 9,09 km², dân số năm 2023 là 11.755 người, mật độ dân số đạt 1.293 người/km².

## Hành chính
Phường Đồng Hóa được chia thành 5 tổ dân phố: Đồng Lạc, Lạc Nhuế, Phương Lâm, Phương Xá, Yên Lạc.

## Lịch sử
Ngày 14 tháng 11 năm 2024, Ủy ban Thường vụ Quốc hội ban hành Nghị quyết số 1288/NQ-UBTVQH15 về việc sắp xếp đơn vị hành chính cấp huyện, cấp xã của tỉnh Hà Nam giai đoạn 2023 – 2025 (nghị quyết có hiệu lực từ ngày 1 tháng 1 năm 2025). Theo đó, thành lập phường Đồng Hóa trên cơ sở toàn bộ 9,09 km² diện tích tự nhiên và quy mô dân số là 11.755 người của phường Đồng Hóa.

## Kinh tế - xã hội
Phường Đồng Hóa ngoài sản xuất nông nghiệp ở cả 5 tổ dân phố còn có nghề thu gom lẻ sắt vụn, đồng nát rải rác ở một số hộ trong phường những ngày nông nhàn. Riêng tổ dân phố Lạc Nhuế là làng đa nghề, kinh tế trội hơn hẳn so với các tổ dân phố trong phường và các xã bên với các nghề như: dệt may, làm đồ lưu niệm, đồng nát, khung ảnh,...

### tổ dân phố Lạc Nhuế
Lạc Nhuế là tổ dân phố đông dân nhất tỉnh với gần 5.500 khẩu, chiếm hơn một nửa dân số của Phường, và cũng là tổ dân phố giàu nhất thị xã Kim Bảng. Hiện Lác Nhuế có khoảng 600 hộ mở cơ sở sản xuất tiểu thủ công nghiệp, tạo việc làm cho 20 - 40 lao động/cơ sở với thu nhập bình quân 2 - 5 triệu đồng/người/tháng. (2014) 

### Sự kiện đòi đất
Sự kiện đòi 75 mẫu ruộng của tổ dân phố Lạc Nhuế vào năm 1992 leo thang đưa đến việc hành quyết 2 thanh niên trong huyện tại làng và việc tử hình người cầm đầu Trịnh Văn Khải vào ngày 26 tháng 8 năm 1993.

## Văn hóa
Khu vực Đồng Hóa và Văn Xá xưa là không chỉ vùng căn cứ quân sự từ thời Đinh Bộ Lĩnh chiêu mộ hào kiệt đánh dẹp loạn 12 sứ quân mà còn là quê hương của Hoàng hậu Dương Nguyệt Nương - Bà hoàng hậu thứ ba của Vua Đinh Tiên Hoàng là người có nhan sắc, đã theo lệnh Vua truyền dạy di sản Trò Xuân Phả tại đền thờ Đại Hải Long Vương ở Thọ Xuân - Thanh Hóa mà ngày nay Trò diễn này vẫn còn tồn tại được hậu thế bảo tồn và tôn vinh.

### Đình Phương Lâm
Đình Phương Lâm ở tổ dân phố Phương Lâm thờ Đông Bảng Hùng Trấn tướng quân Hoàng Đình Độ là một trong ba chị em Nhất tam gia hiển thánh có công giúp dân, giúp nước. Di tích được Bộ văn hóa thông tin xếp hạng cấp quốc gia.

### Đình Lạc Nhuế
Đình làng Lạc Nhuế ở phường Đồng Hóa là di tích quốc gia, nơi thờ Đinh Tiên Hoàng Đế - Vị anh hùng dân tộc, người đã về đây chiêu mộ hào kiệt để đánh dẹp loạn 12 sứ quân từ thế kỷ X. Đình Lạc Nhuế còn thờ hai chị em người Mường Thanh Hóa là Ả Lự nàng Lành, Ả Anh nàng Đê, có công giúp Vua dẹp loạn 12 sứ quân thống nhất đất nước, dựng lên nước Đại Cồ Việt. Đình vẫn giữ được tương đối nguyên vẹn hình thức kiến trúc cổ và những mảng chạm khắc dân gian có giá trị mang phong cách thời Hậu Lê (Lê Trung Hưng) và thời Nguyễn, đồ thờ cổ thư phong phú đa dạng.

### Miếu Thượng Đồng Lạc
Miếu Thượng tổ dân phố Đồng Lạc là di tích lịch sử văn hóa nổi tiếng ở phường Đồng Hóa - thị xã Kim Bảng - tỉnh Hà Nam. Miếu thờ Vua Đinh Tiên Hoàng - người đã về đây chiêu mộ hào kiệt đánh dẹp loạn 12 sứ quân. Văn Chỉ và Miếu Thượng của làng Đồng Lạc được công nhận là Di tích lịch sử văn hóa vào năm 2006. Năm 2010 Miếu Thượng đã được tôn tạo khang trang và bề thế hơn phục vụ hội làng Đồng Lạc được tổ chức hàng năm.

## Giao thông
Phường Đồng Hóa nằm trên tỉnh lộ 498 nối quốc lộ 21 với quốc lộ 38. Tỉnh lộ 498 đi qua 6 xã, phường: Khả Phong, Thụy Lôi, Ngọc Sơn, Đồng Hóa, Tân Tựu.